# Paulin Soumanou Vieyra
Paulin Soumanou Vieyra (Porto Novo, 31 gennaio 1925 – Parigi, 4 novembre 1987) è stato un regista e storico del cinema beninese/ senegalese. Essendo vissuto in Senegal per più di 10 anni, viene associato prevalentemente a quella nazione.

## Biografia
È nato a Porto Novo, in Benin e a 10 anni si è trasferito in Senegal. Ha studiato a Parigi, dove nel 1955 ha girato assieme a Jacques Melo Kane, Robert Caristan e Mamadou Sarr, Afrique sur Seine  il primo film realizzato da africani sub sahariani. Nel 1969 è stato tra i fondatori della "Fédération panafricaine des cinéastes" ricoprendone la carica di tesoriere.
Nel 1971 è stato membro della giuria al 7º festival cinematografico internazionale di Mosca e due anni più tardi dell'ottava edizione dello stesso festival cinematografico. Ha ripetuto quest'esperienza dodici anni più tardi, facendo parte anche della giuria dell'edizione 1985 di questa manifestazione
È morto a Parigi nel 1987 all'età di 62 anni.

## Vita personale
Nel 1961 ha sposato la poetessa Myriam Warner di Guadeloupe. Aveva una sorella, Justine Vieyra, nata a Parakou.

## Filmografia

### Regista
- Afrique-sur-Seine, regia di Mamadou Sarr e Paulin Vieyra - documentario (1955)
- Lamb, regia di Paulin Vieyra - documentario (1964)
- L'envers du décor, regia di Paulin Vieyra (1980)
- En résidence surveillée, regia di Paulin Vieyra - cortometraggio (1981)

### Attore
- Le diable au corps, regia di Claude Autant-Lara (1947)
- Dopo l'amore (Après l'amour), regia di Maurice Tourneur (1947)
- Émile l'Africain, regia di Robert Vernay (1948)
- Afrique-sur-Seine, regia di Mamadou Sarr e Paulin Vieyra - documentario (1955)

### Sceneggiatore
- Afrique-sur-Seine, regia di Mamadou Sarr e Paulin Vieyra - documentario (1955)

### Produttore
- Xala, regia di Ousmane Sembène (1975)

### Production manager
- Emitaï, regia di Ousmane Sembène (1971)
- Il vaglia (Mandabi), regia di Ousmane Sembène (1968)
- Xala, regia di Ousmane Sembène (1975)

## Opere
- Le cinéma et l'Afrique, Parigi (1969)
- Sembène Ousmane. Cinéaste, Parigi (1972)
- Le cinéma africain des origines à nos jours, Parigi (1975)
- Le cinéma au Sénégal, Bruxelles / Parigi (1983)
- Reflections d'un cinéaste africain, presentazione di Pierre Haffner; prefazione di Tahar Cheriaa, Bruxelles: OCIC, cop. 1990